# 数码迷彩
數位迷彩（英語：Digital camouflage）是一种融合了微观和宏观模式的，运用電腦辅助设计而成的新式迷彩，常常由像素样的方点组成。从分形原理上说，这种迷彩提供多种观察尺度（相应地，多种距离）下的伪装。在红外探测和夜视镜下，数码迷彩因其复杂的设计，在隐蔽上比传统的迷彩具有更大的优势。数码迷彩并非全为像素构成；像素化本身也并不一定能提供优势。
美国西点军校的教授Timothy R. O'Neill中校是最早注意到此迷彩效果的人。20世纪70年代，美国陆军曾研究过数码迷彩，但没有重视。1978年到80年代早期，美国陆军第2装甲骑兵团在他们的军车上涂上了数码迷彩“dual-tex”。1979年到1980年间，澳大利亚军队也在他们的直升机上涂上了“dual-tex”这种数码迷彩。而在作战服方面，除了1998年加拿大装备CADPAT图案的作战服外，还有美国陆军的UCP通用迷彩、美国海军陆战队的MARPT迷彩、美国空军的ABU迷彩、美国海军的NWU迷彩、俄罗斯军队的Digital Flora（ZDU）等，此外如中華民國、韓國、新加坡、泰國、義大利、约旦、哥倫比亞、斯洛維尼亞、愛沙尼亚等军队也廣泛装备有各種數位迷彩。

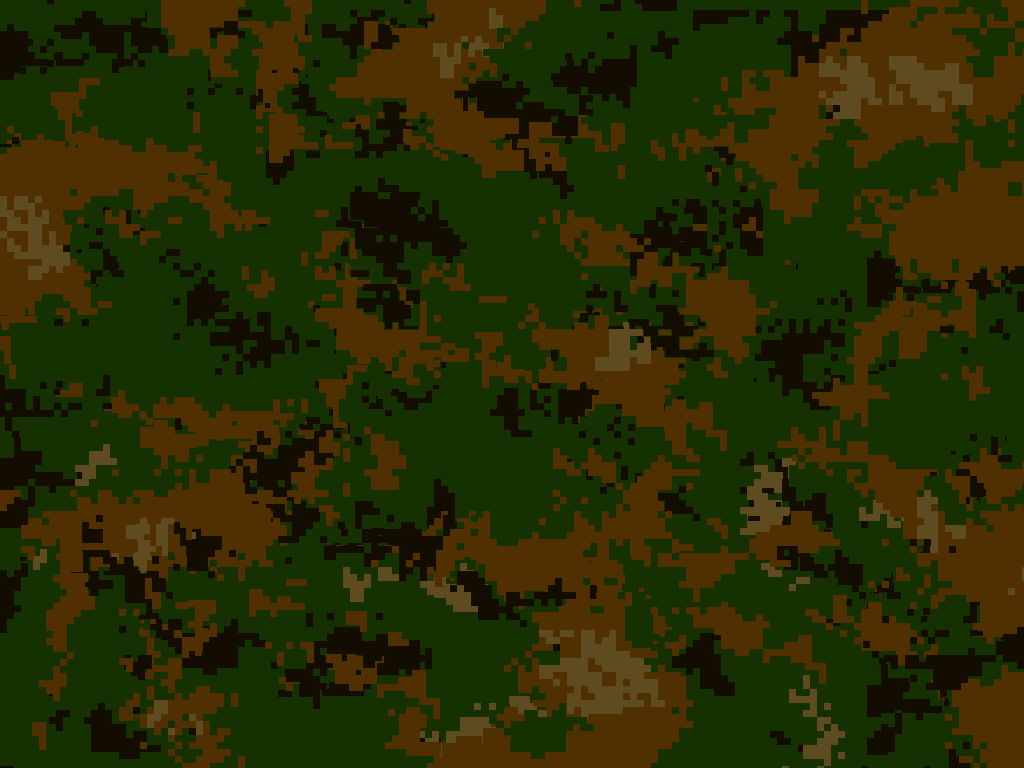
數位迷彩
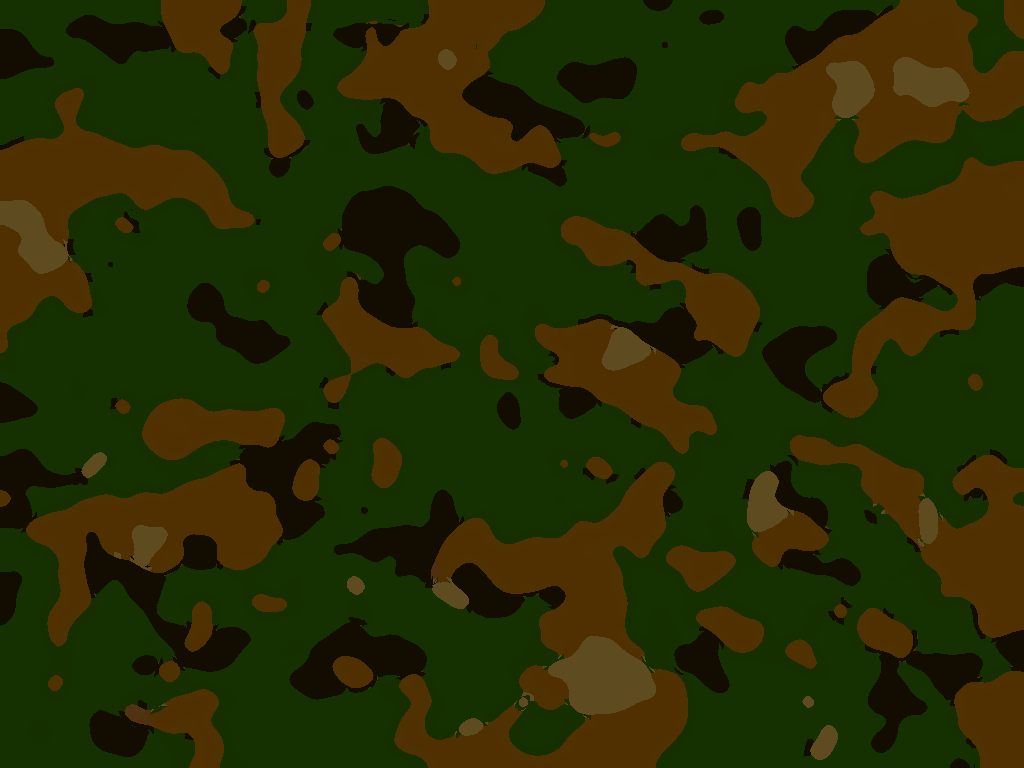
传统迷彩

## 设计原则
数码迷彩的图案依照这三个原则设计：
1. 多尺度图案：添加高频元素，使图案复杂并通过像素点组成色块，以便在近距离观察中隐藏自身。
2. 颜色抖动：通过两块颜色混合，生成新的颜色。
3. 边缘效应：修改边缘的视觉效果。

## 加拿大

### CADPAT
加拿大迷彩樣式（CAnadian Disruptive PATtern）的缩写，加拿大陸軍的数码迷彩图案。它被广泛使用于加拿大军队的作战服、作战靴、雨衣、背包、头盔等军用物品上。CADPAT有丛林、旱地、雪地迷彩。丛林迷彩最早装备军队。丛林CADPAT有四种颜色：浅绿色、深绿色、浅棕色、黑色。2002年夏天加拿大军队又装备用于干旱地带的旱地迷彩，现广泛发给在阿富汗作战的士兵。此作战服主要缺点是易褪色。

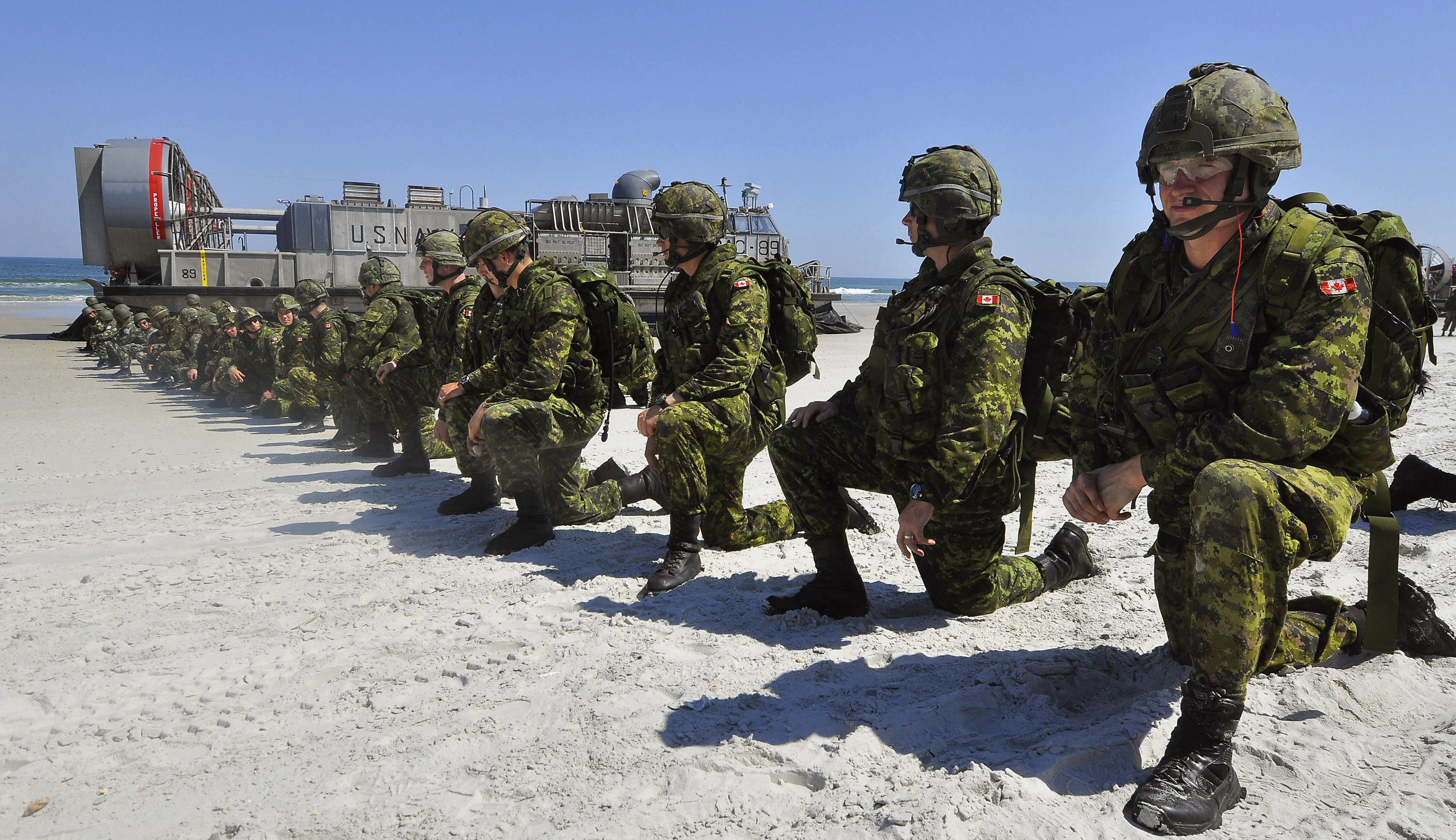
身穿CADPAT 迷彩的加拿大士兵。
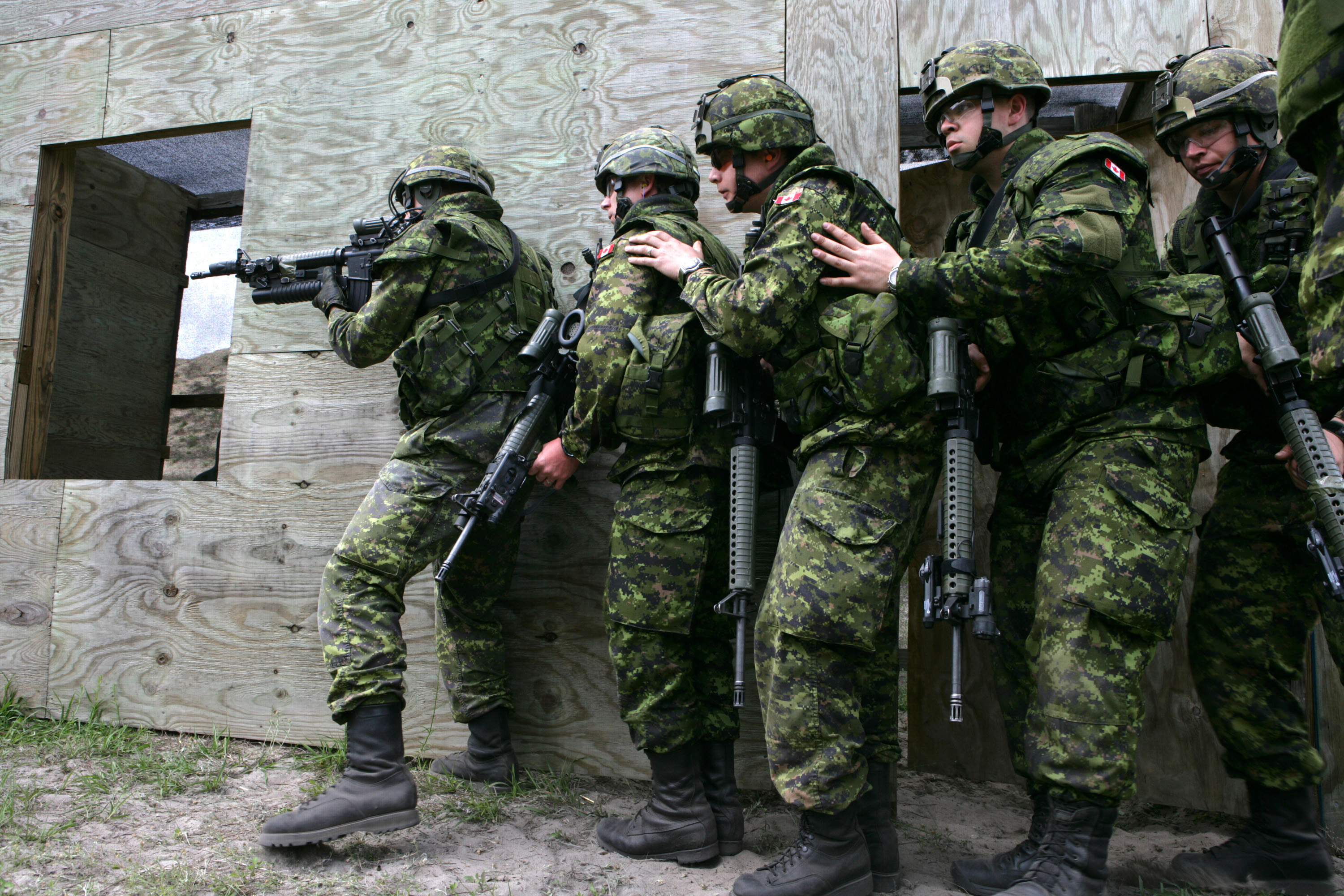
训练中的加拿大士兵
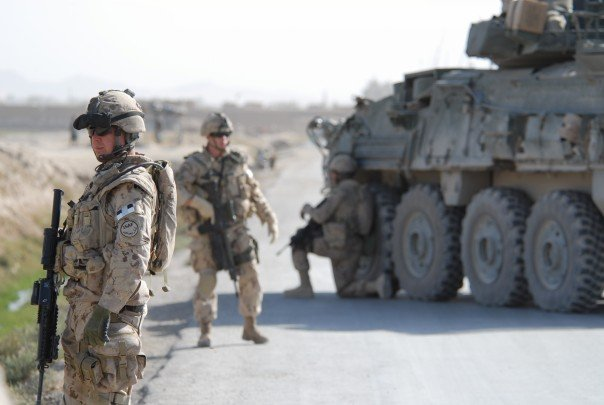
在阿富汗巡逻的加拿大士兵
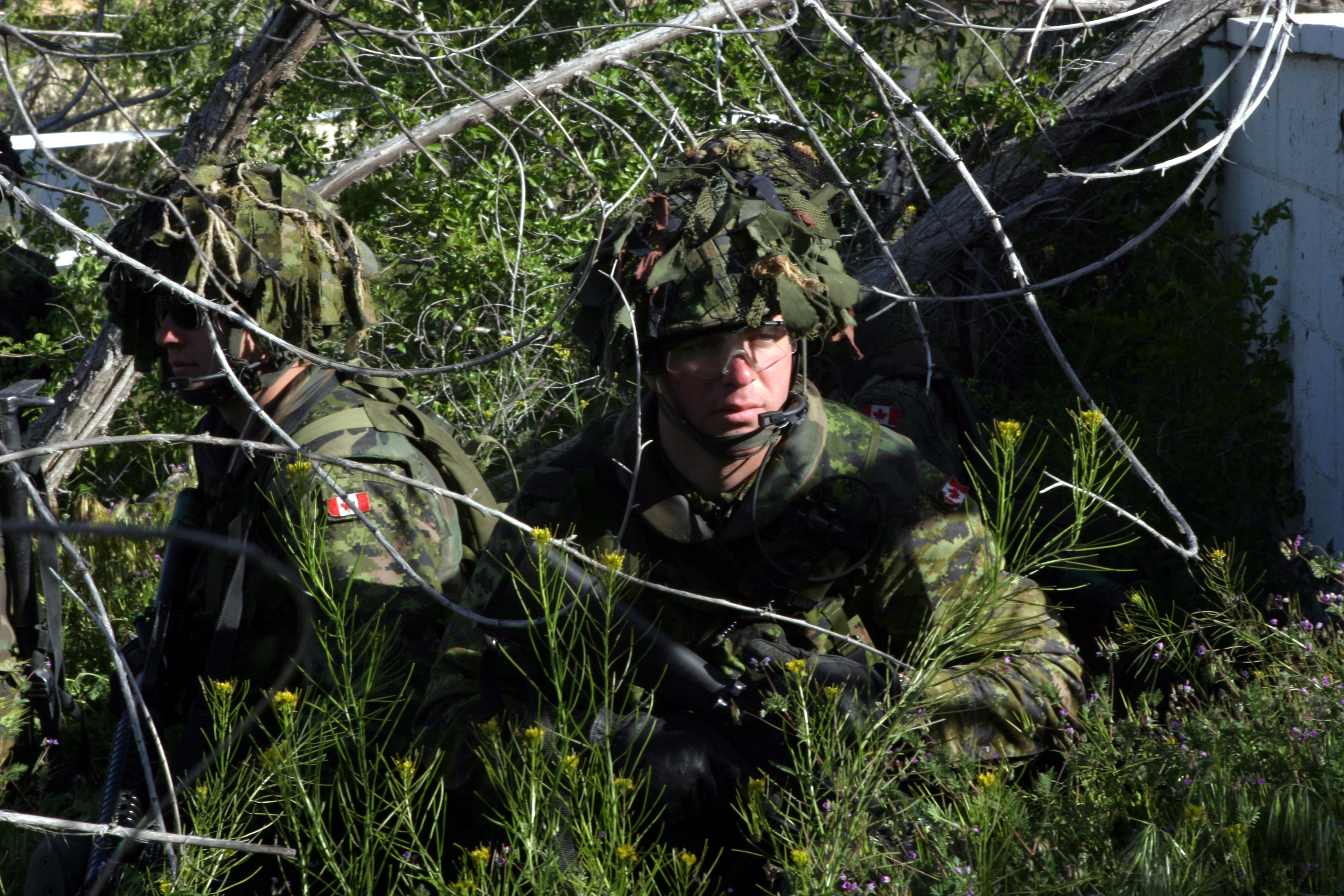
身穿CADPAT迷彩的加拿大士兵。

## 美國

### MARPAT
海軍陸戰隊迷彩樣式（MARine PATtern）的縮寫，美國海軍陸戰隊迷彩。有叢林、沙漠和雪地三種。最早的設計中包括了城市迷彩，但沒有被採用。2001年開始野外試驗，2002年發佈並開始裝備部隊，2004年裝備完成。MARPAT迷彩除了顏色，其他地方與加拿大的CADPAT並沒有太大的區別。軍用的MARPAT迷彩並不會在市場上銷售，市場上銷售的通常叫做「數位林地（叢林）迷彩」、「數位沙漠迷彩」。它們在布料上有差別，也沒有軍用版本的「Eagle, Globe, and Anchor」標誌。

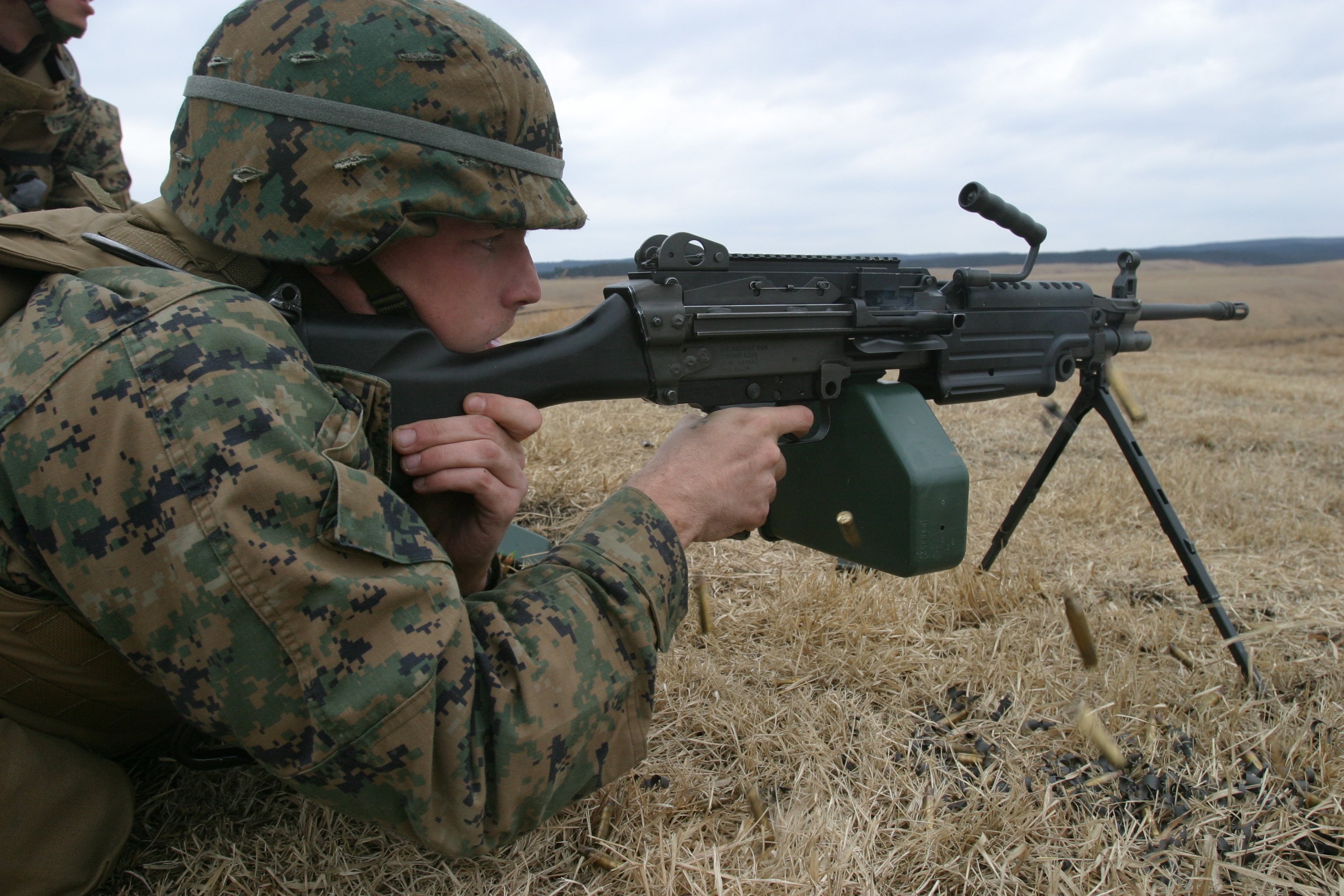
手持M249 SAW機槍的海軍陸戰隊士兵
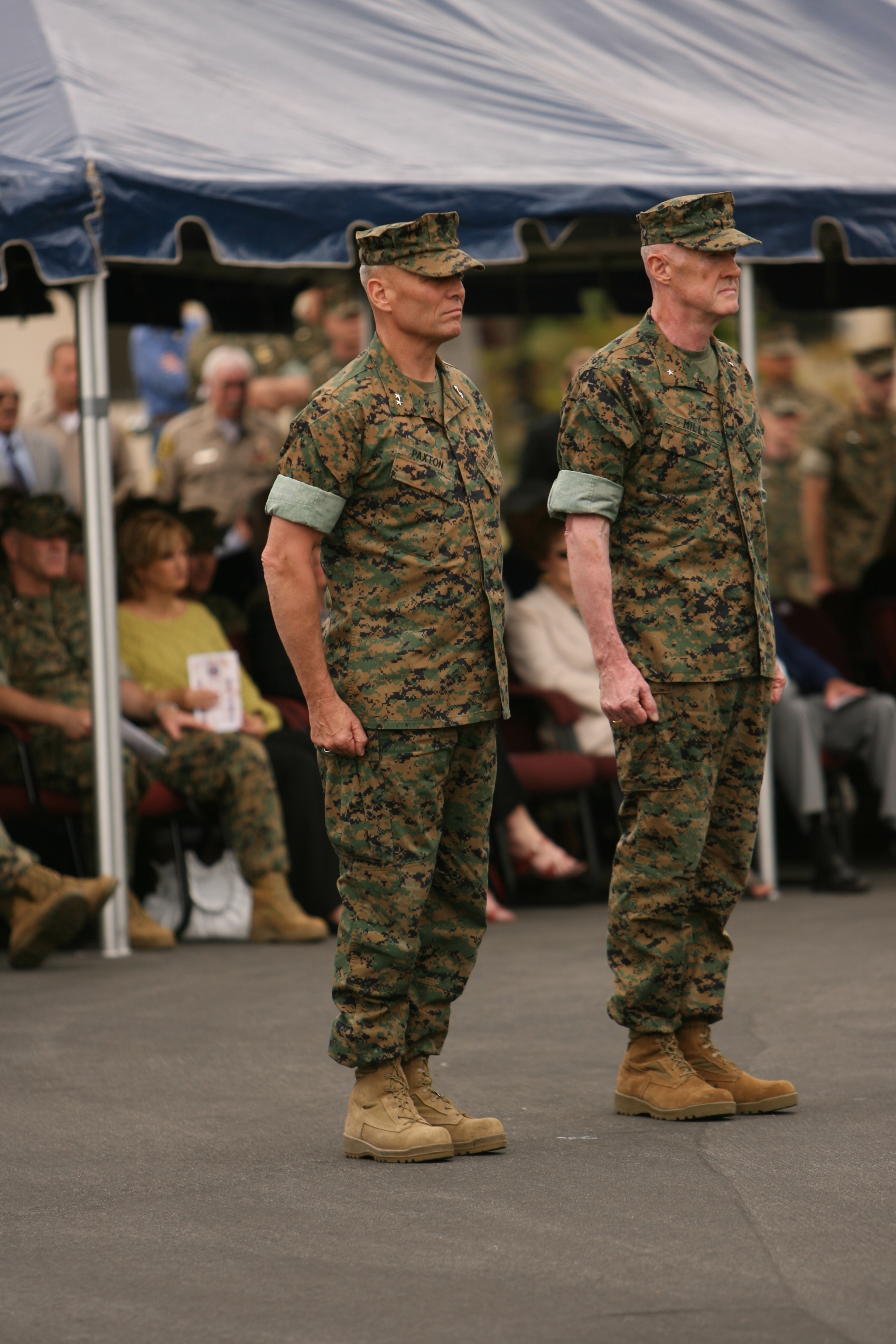
穿著MARPAT迷彩的兩位將軍出席儀式
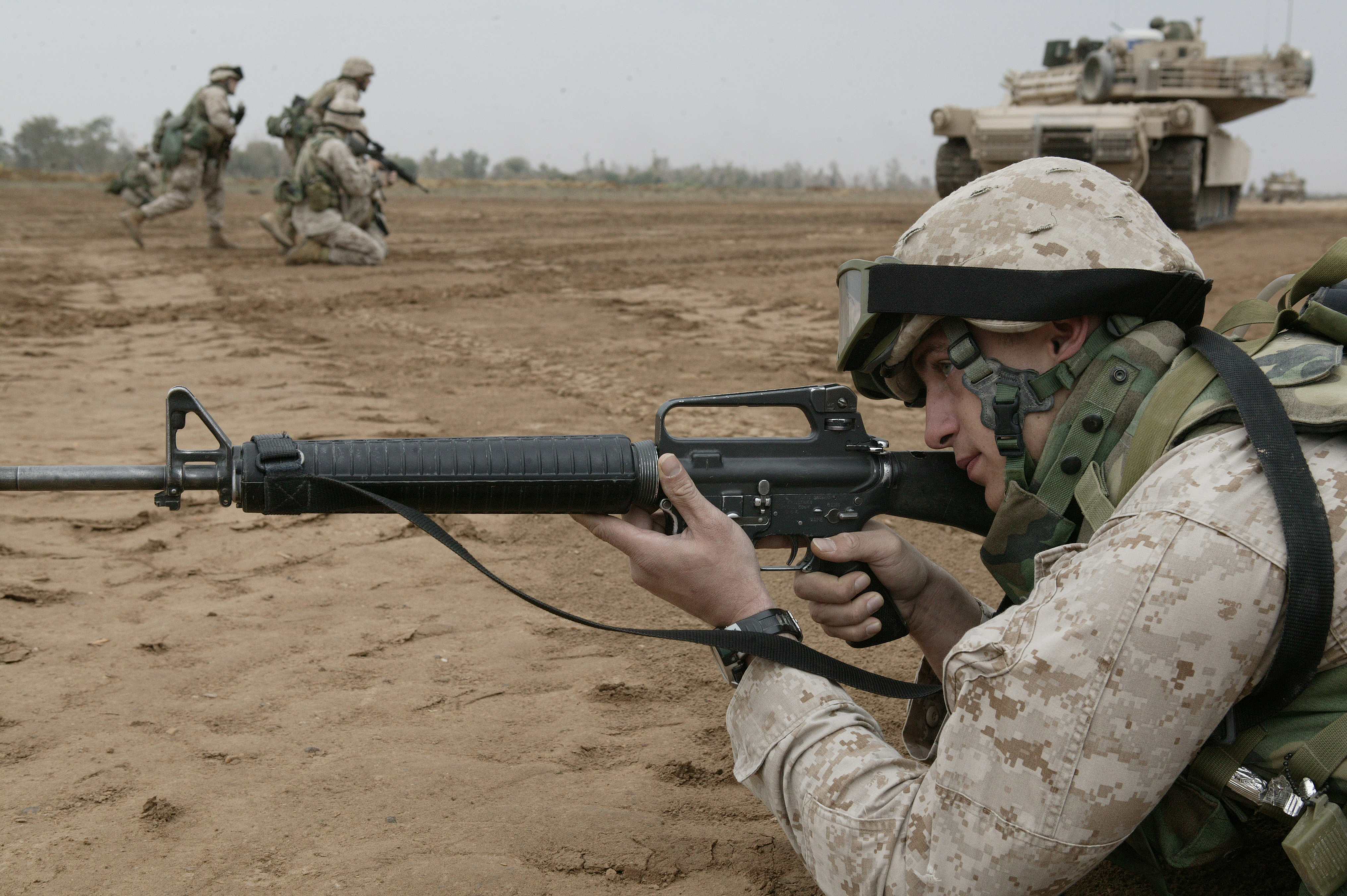
沙漠MARPAT
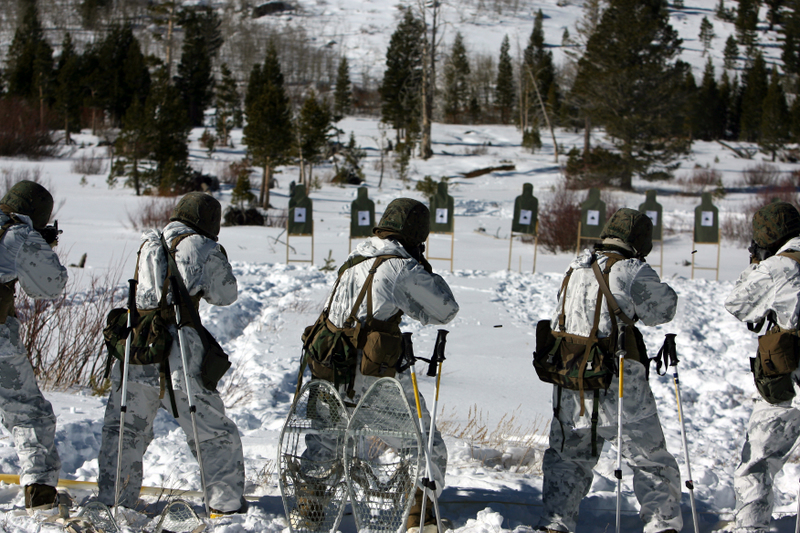
雪地MARPAT

### UCP
通用迷彩樣式（Universal Camouflage Pattern）的缩写，美国陆军開發作戰服（ACU）的数码迷彩，經過美國陸軍通用迷彩測試（U.S. Army universal camouflage trials）四階段測試，計有全刷狀（All Over Brush）、陰影線（Shadow Line）、影跡（Track），以及迷彩承包商的MultiCam樣式入選。
測試結果以沙漠全灌木（Desert All Over Brush）在日夜、野外及城鎮的偽裝表現較為均衡，融入環境通用性最佳。然而美國陸軍卻選擇通用性最差的城鎮影跡（Urban Track）為基礎，去掉環境非天然的黑色並數位化效果處理後，即現今ACU的迷彩樣式。
以灰色为主要颜色，为适应沙漠、城市、雪地等多种地形而设计，但在植被环境下效果不佳。除颜色外，图案与CADPAT、MARPT類似。由於不太適用阿富汗戰場地形，曾推出UCP-Delta樣式，最後仍敗於MultiCam。目前美国陆军已用作戰迷彩樣式取代了这款迷彩。

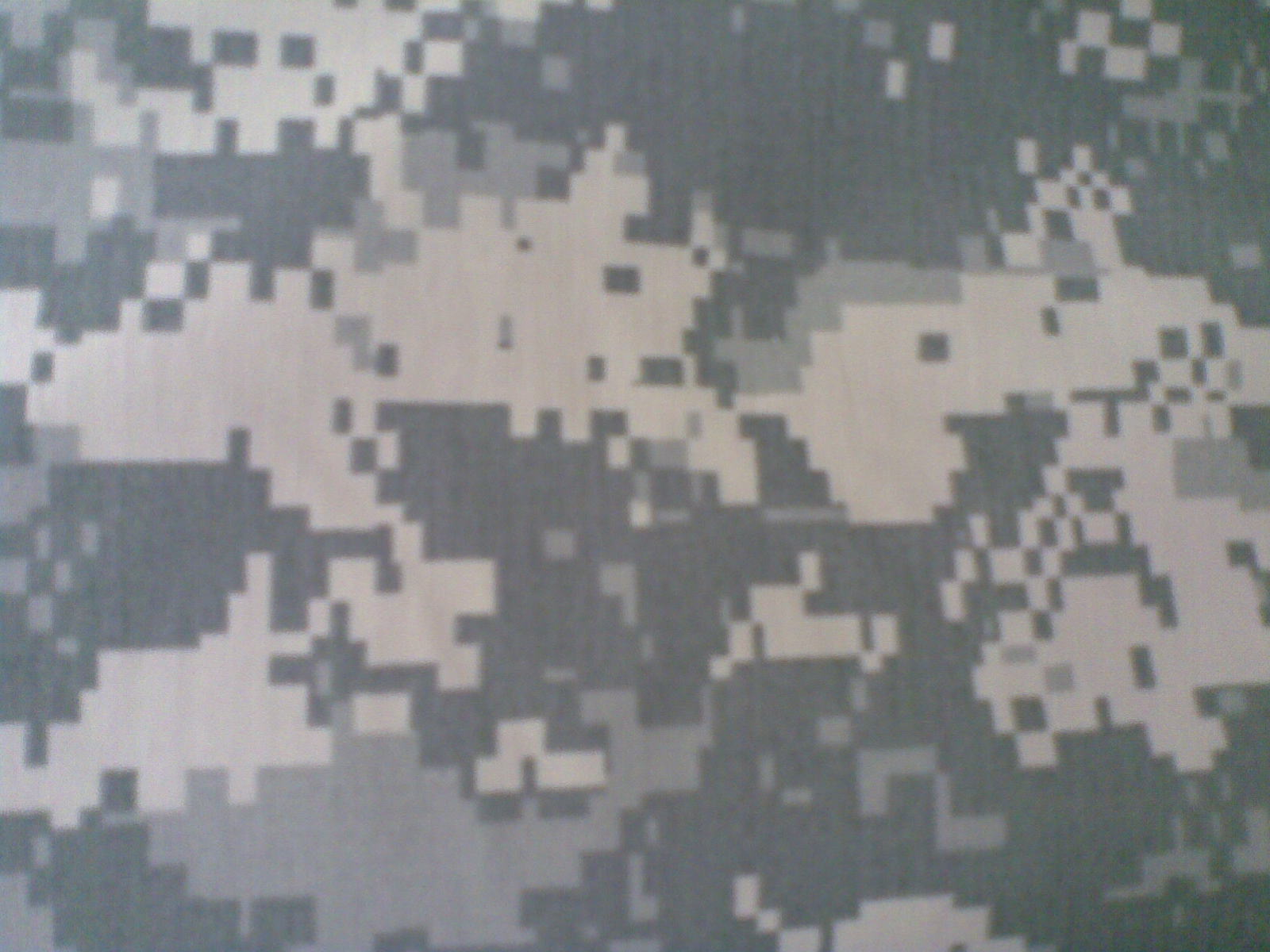
通用迷彩样式
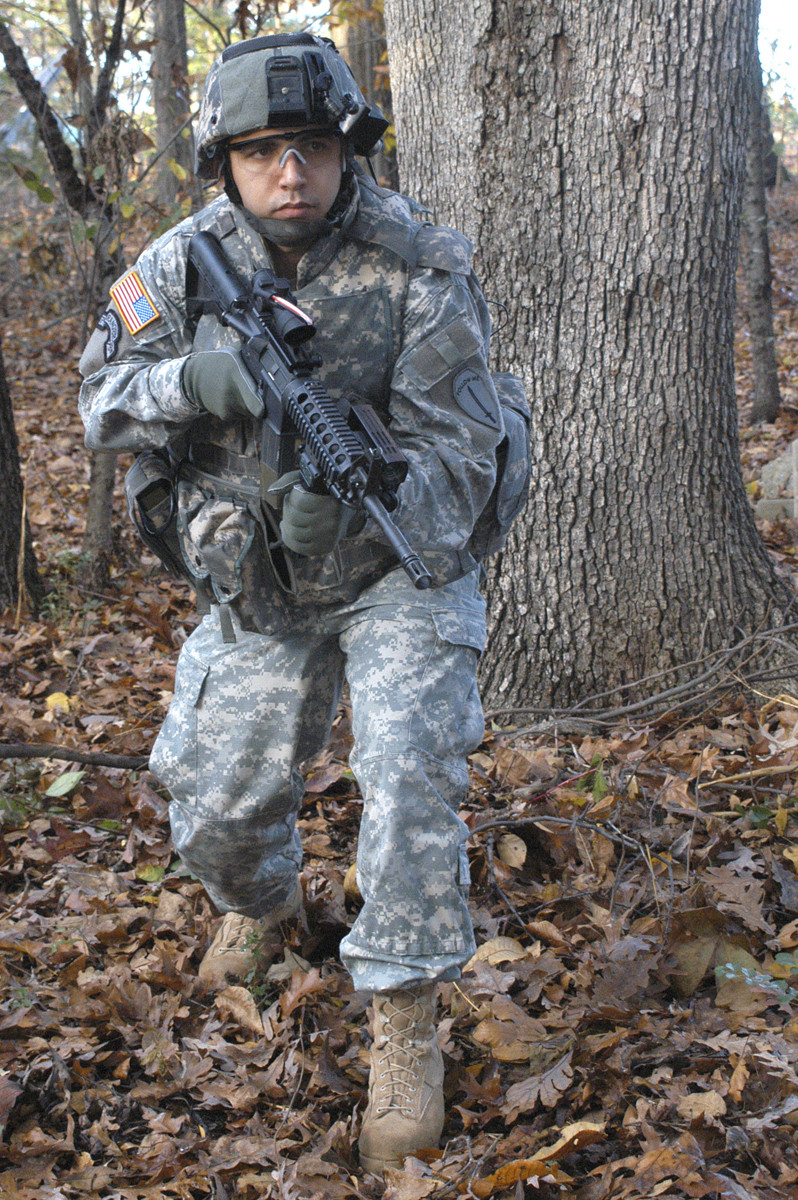
身穿ACU的美国陆军士兵
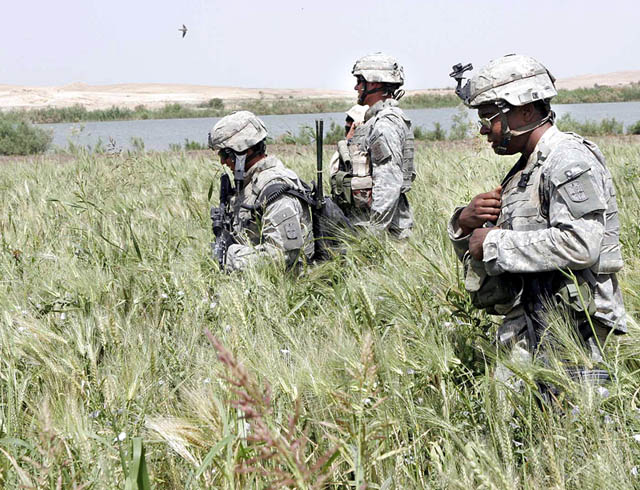
麦田里的美国陆军士兵
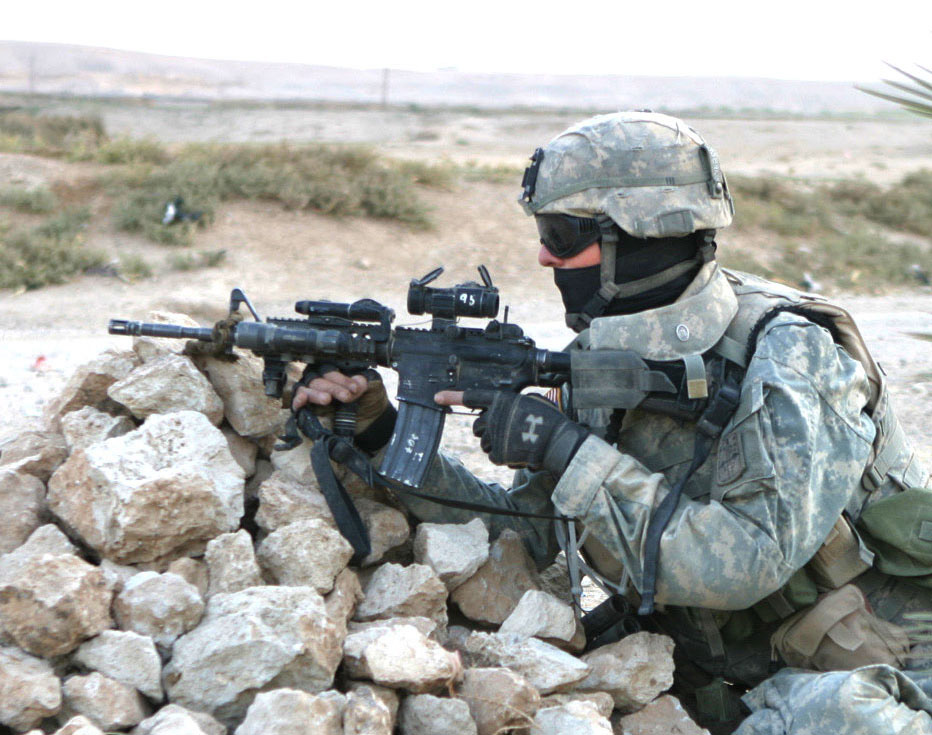
在伊拉克的美国陆军士兵

### ABU
空軍作戰服（Airman Battle Uniform）的缩写，是美国空军装备的数码迷彩作战服，以越南战争时的虎斑迷彩为蓝本进行像素化形成，和陆军的UCP迷彩采用同样的灰色调。

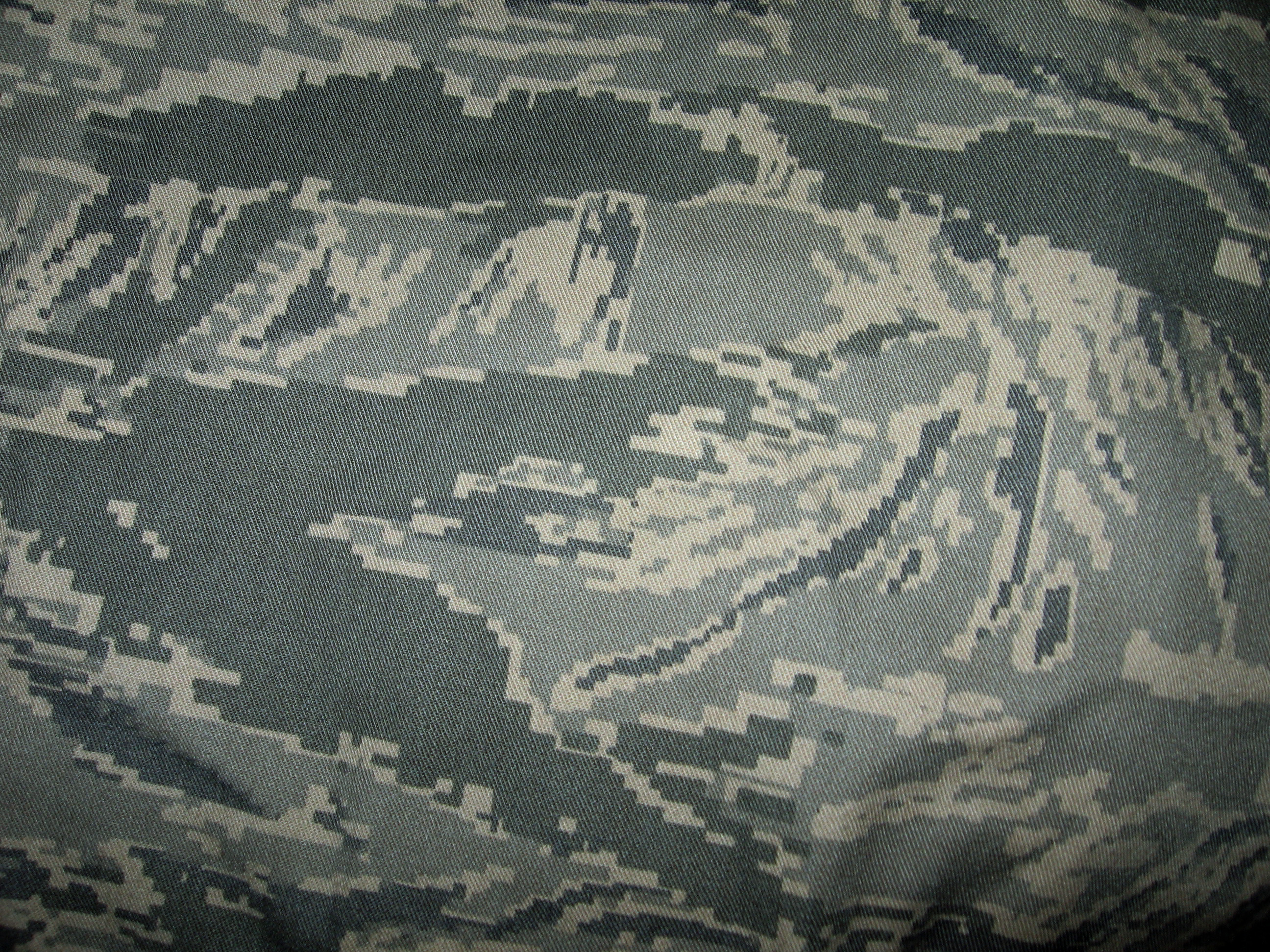
数位虎斑迷彩样式
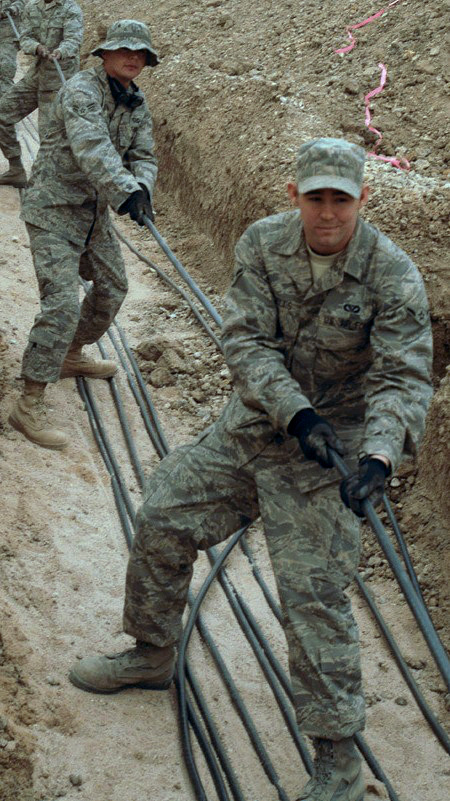
美国空军士兵

### NWU
海軍工作服（Navy Working Uniform）的缩写，美国海军为舰艇人员装备的舰艇工作服，海军陆战队MARPT迷彩的蓝灰色版本。不是为伪装，而是为了“表明海军身份”而设。

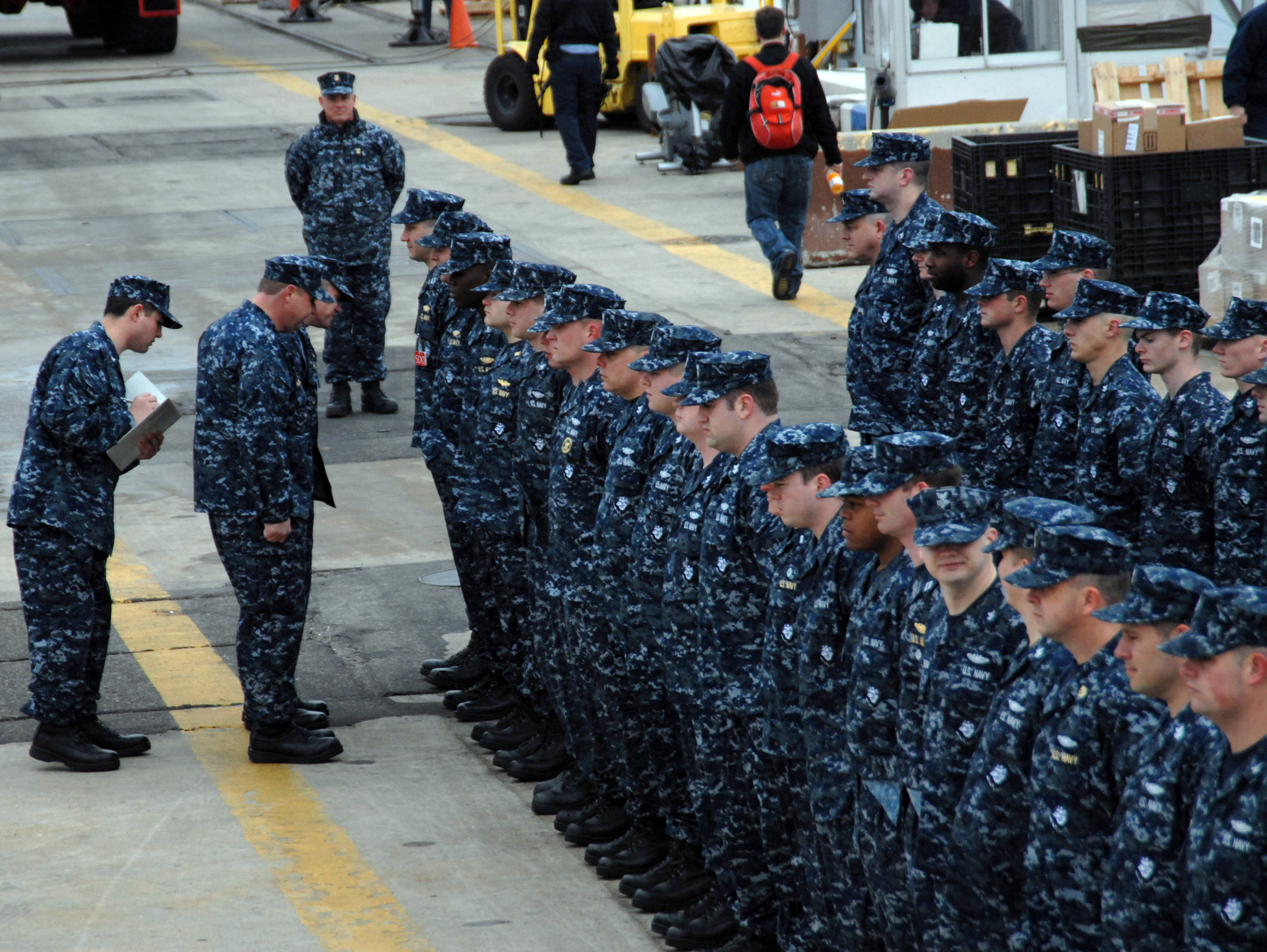
列队的美国海军军人
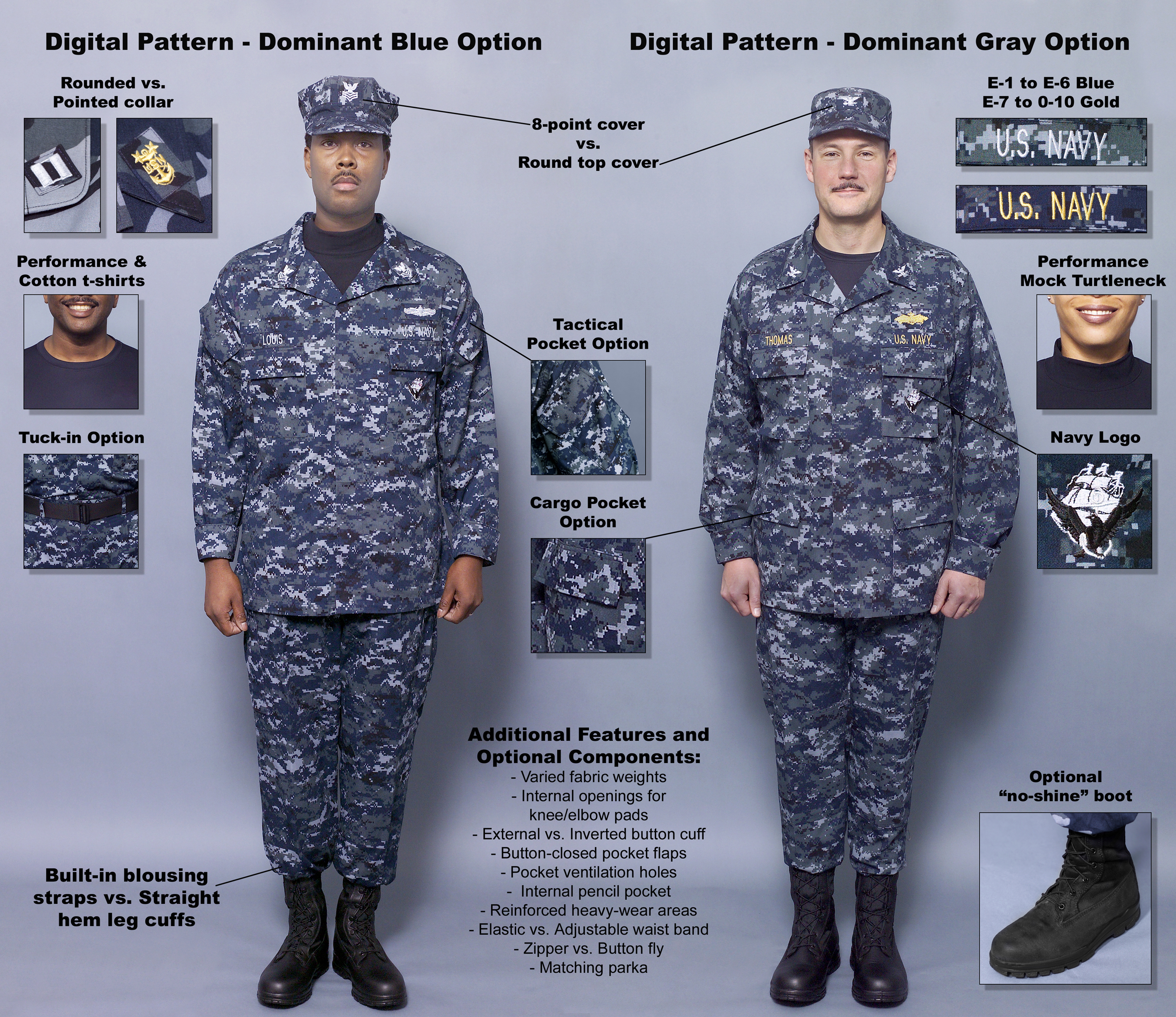
NWU说明
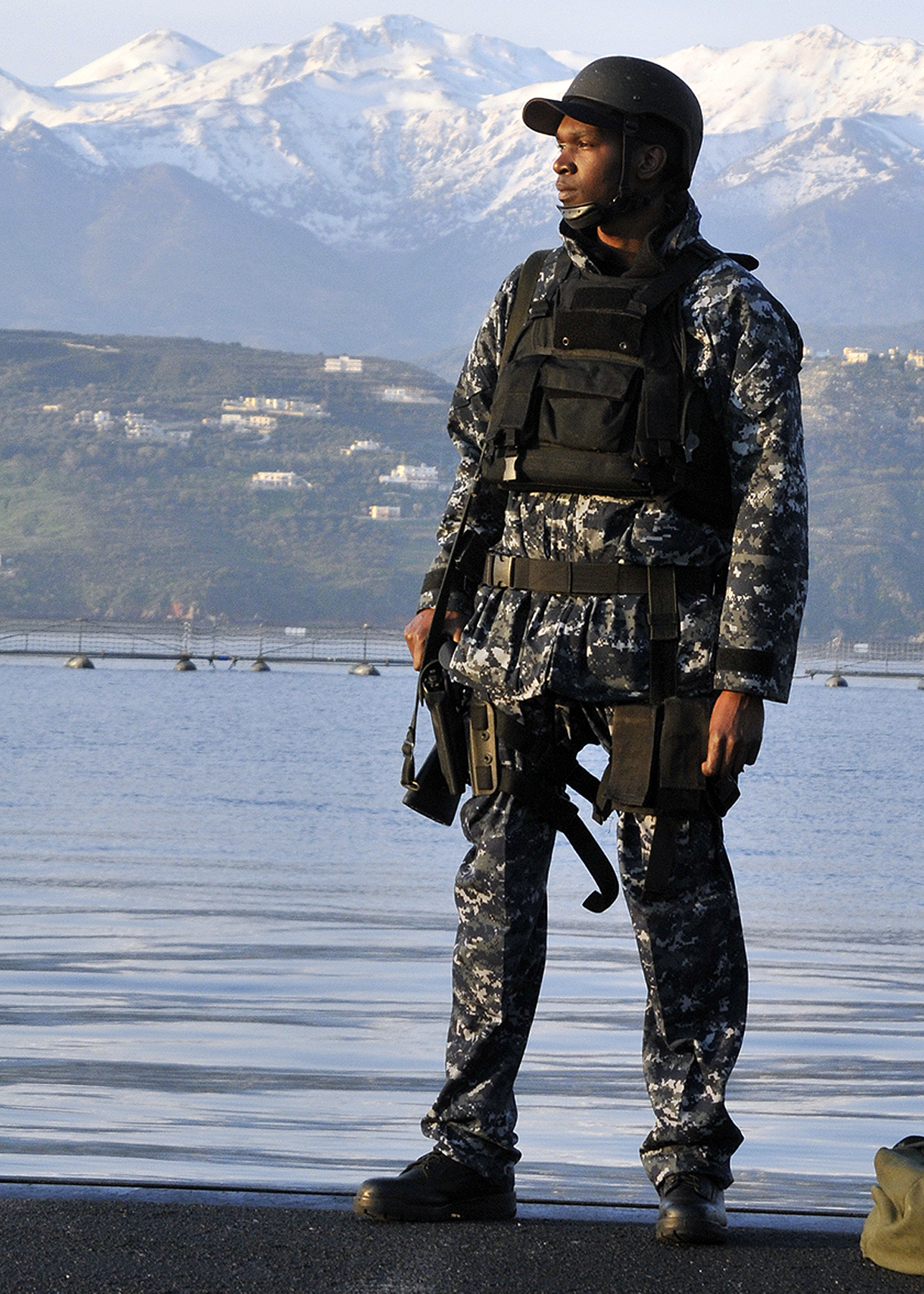
站岗的美国海军水兵

## 中華民國
2011年6月14日，國防部舉行記者會介紹新式迷彩野戰服。軍備局表示，新的數位迷彩是中科院研發，配合台灣地區作戰環境，採用綠、棕、淺灰等色組成，偽裝效果比舊式大迷彩高40%，比更上一代的草綠服高60%。並使用在新式戰鬥個裝及各式戰甲車上。
原預計是三軍通用，然而退伍陸戰隊員向國防部、立法委員陳情，希望能夠保留虎斑迷彩。國防部決定從善如流，在虎斑迷彩的基礎上研發數位虎斑迷彩軍服，以維持陸戰隊的迷彩獨特性，測試證明新款野戰服掩蔽結果比舊款高30%。民國106年開始讓海軍陸戰隊官兵換裝數位虎斑迷彩軍服。

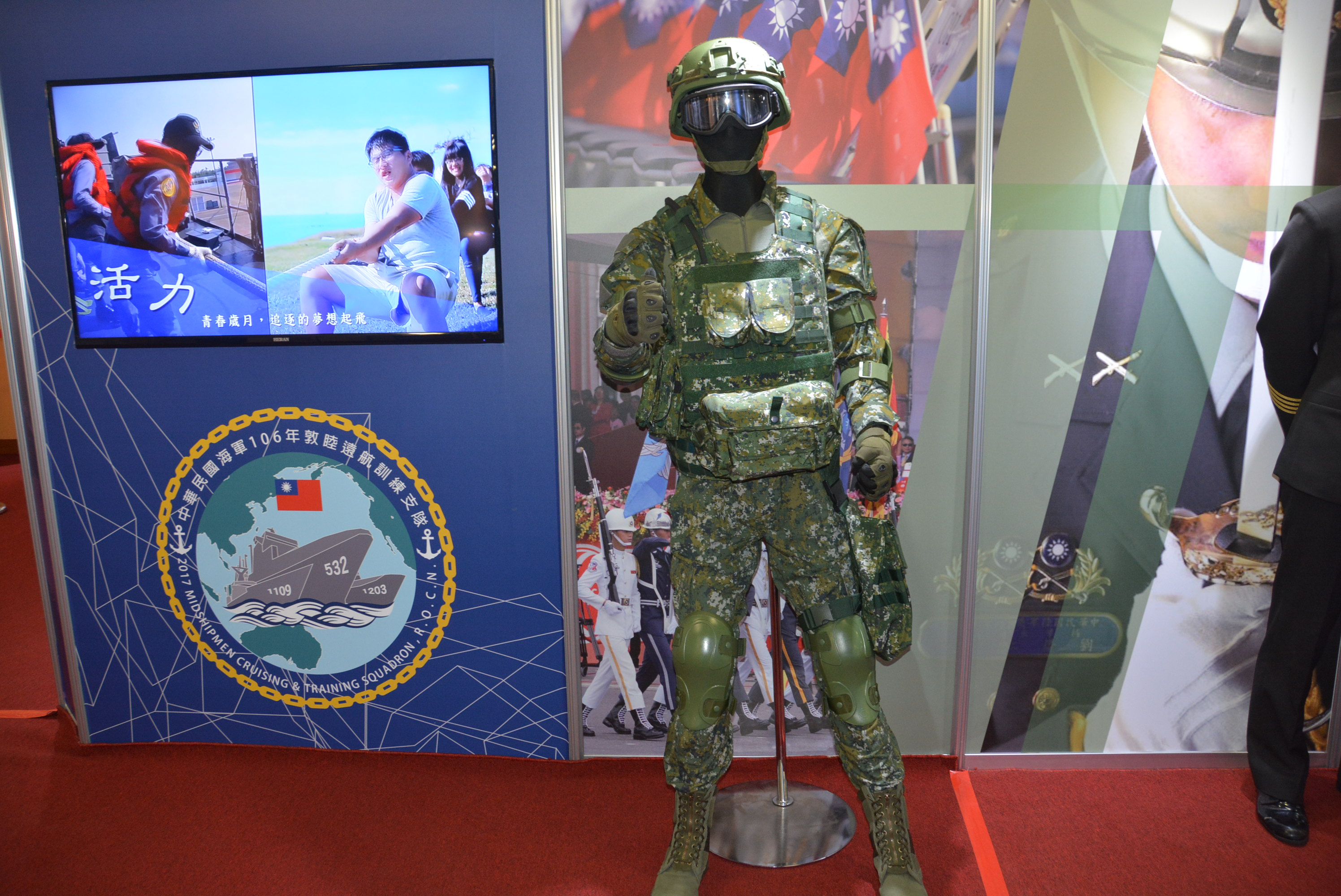
新式戰鬥個裝使用數位迷彩
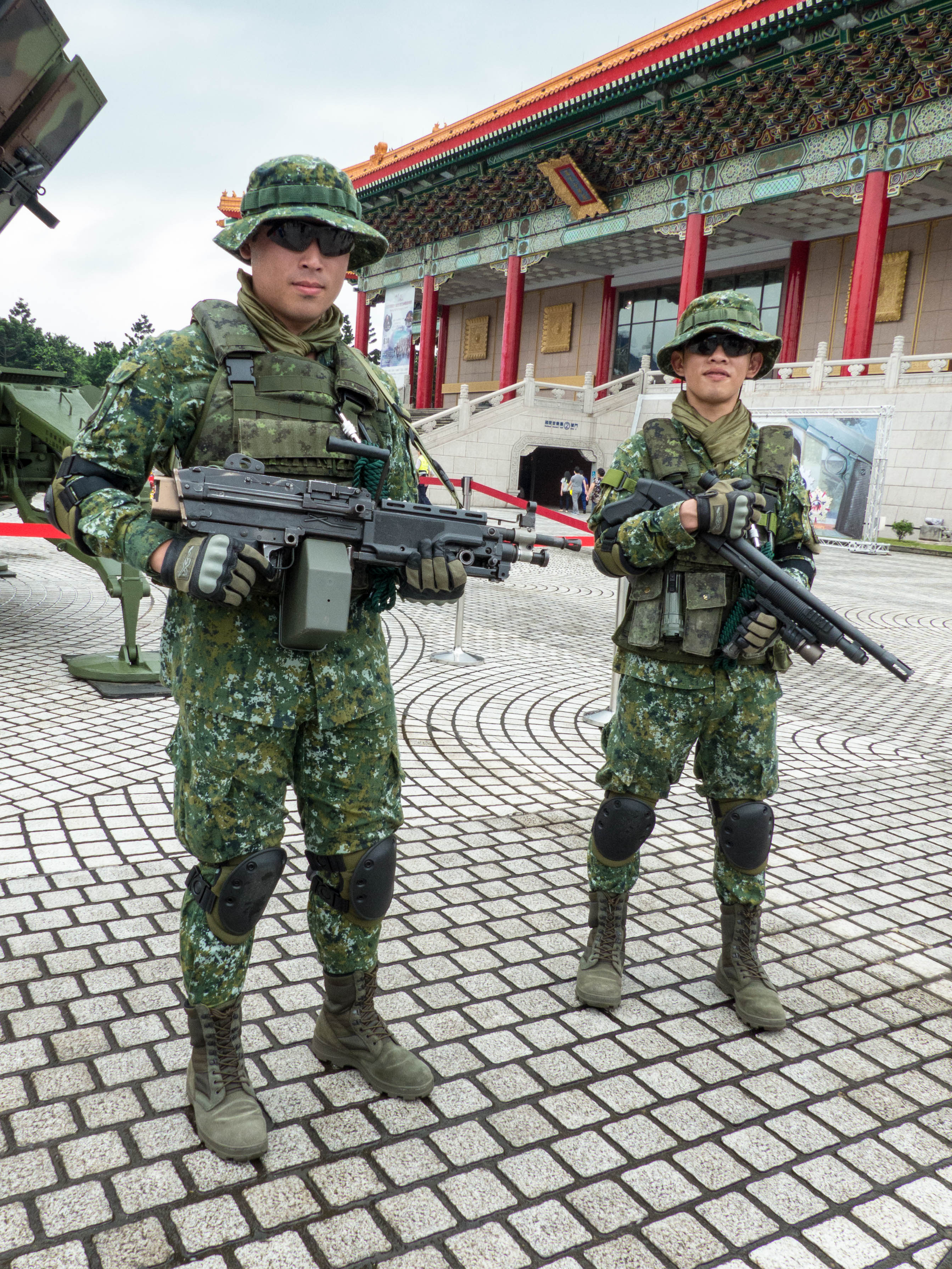
穿著數位迷彩服的兩位陸軍士兵
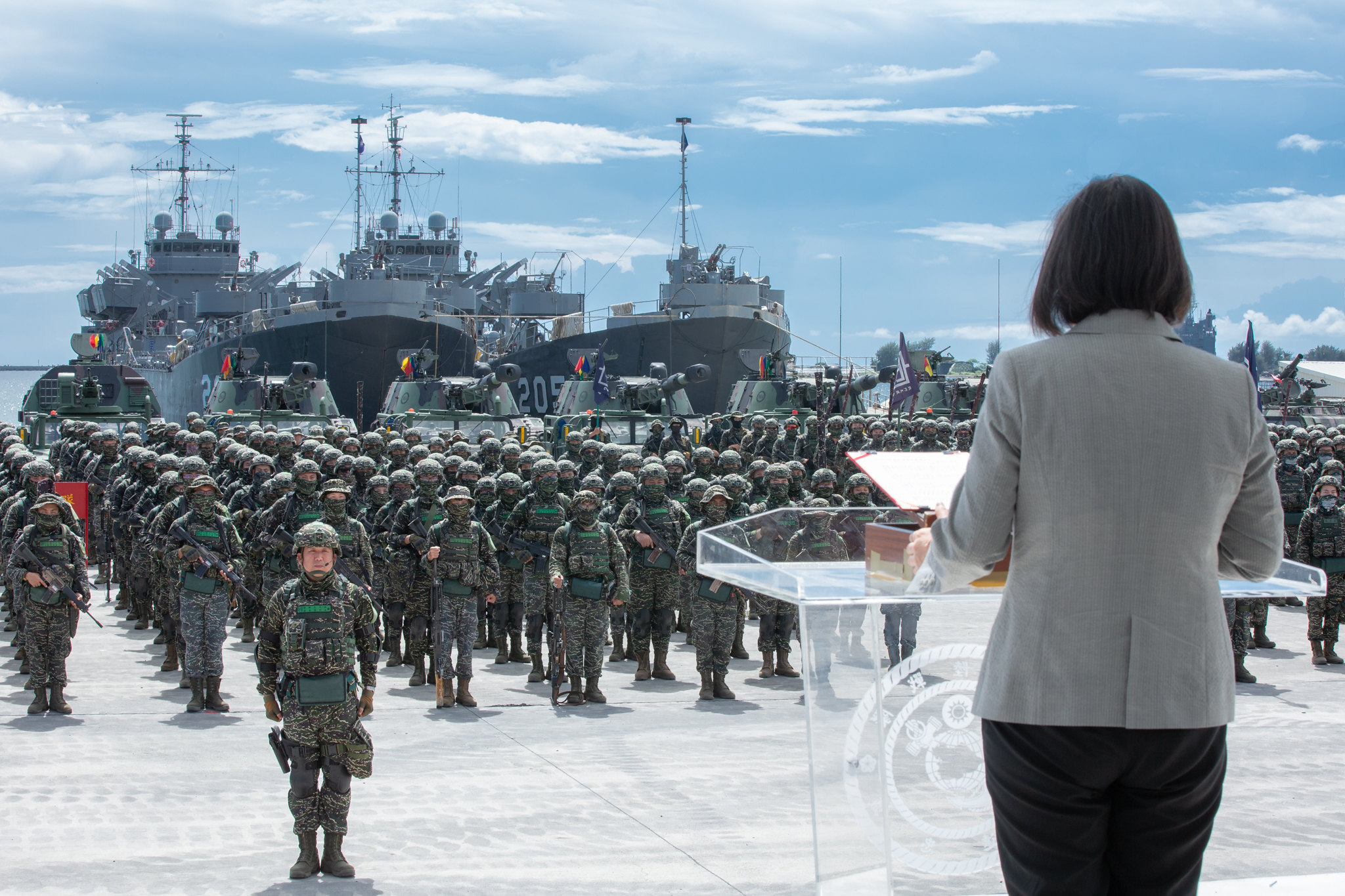
海軍陸戰隊九九旅官兵皆穿著數位虎斑迷彩服
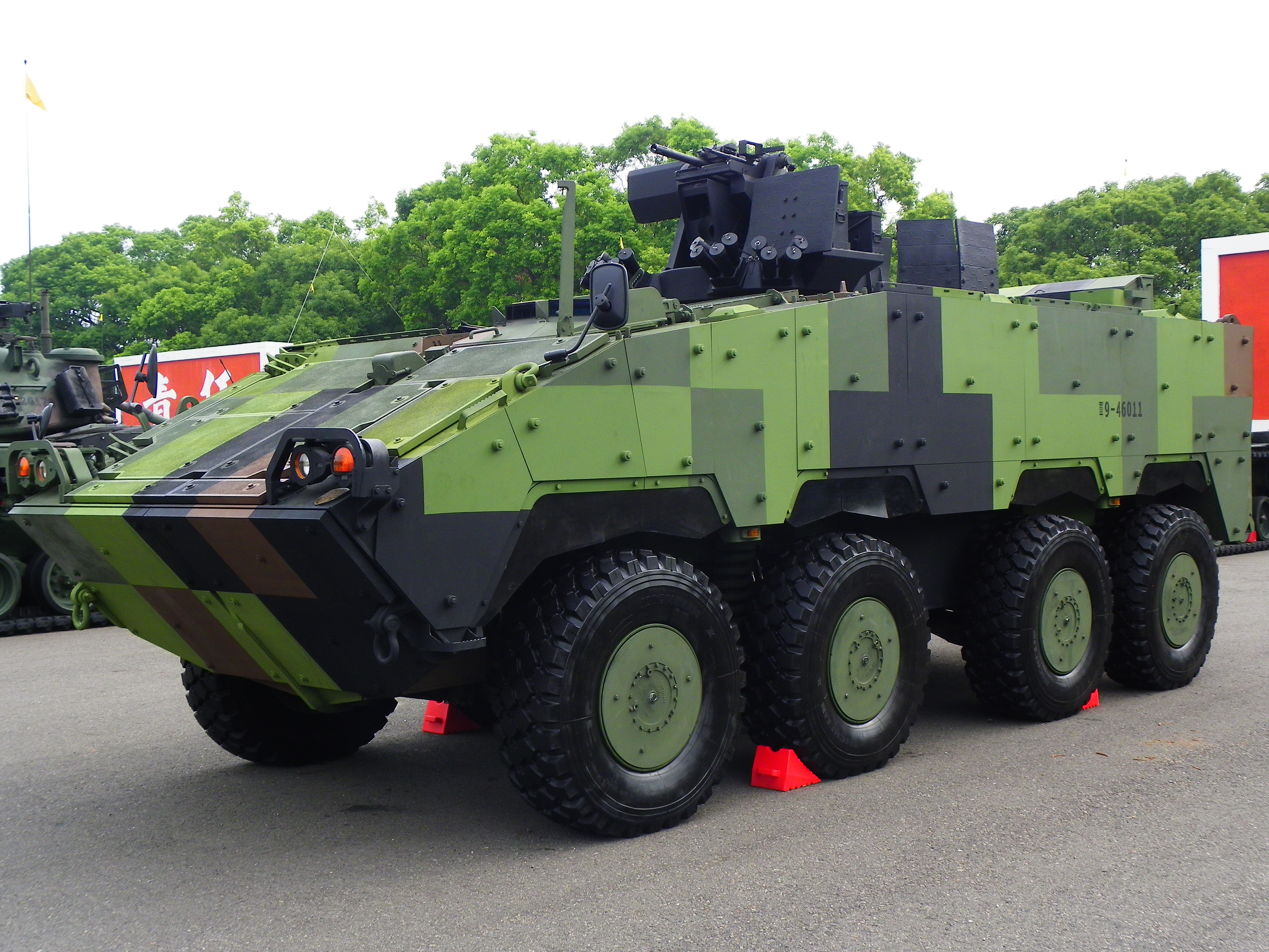
數位迷彩使用在雲豹裝甲車上

## 中华人民共和国

### 07式迷彩

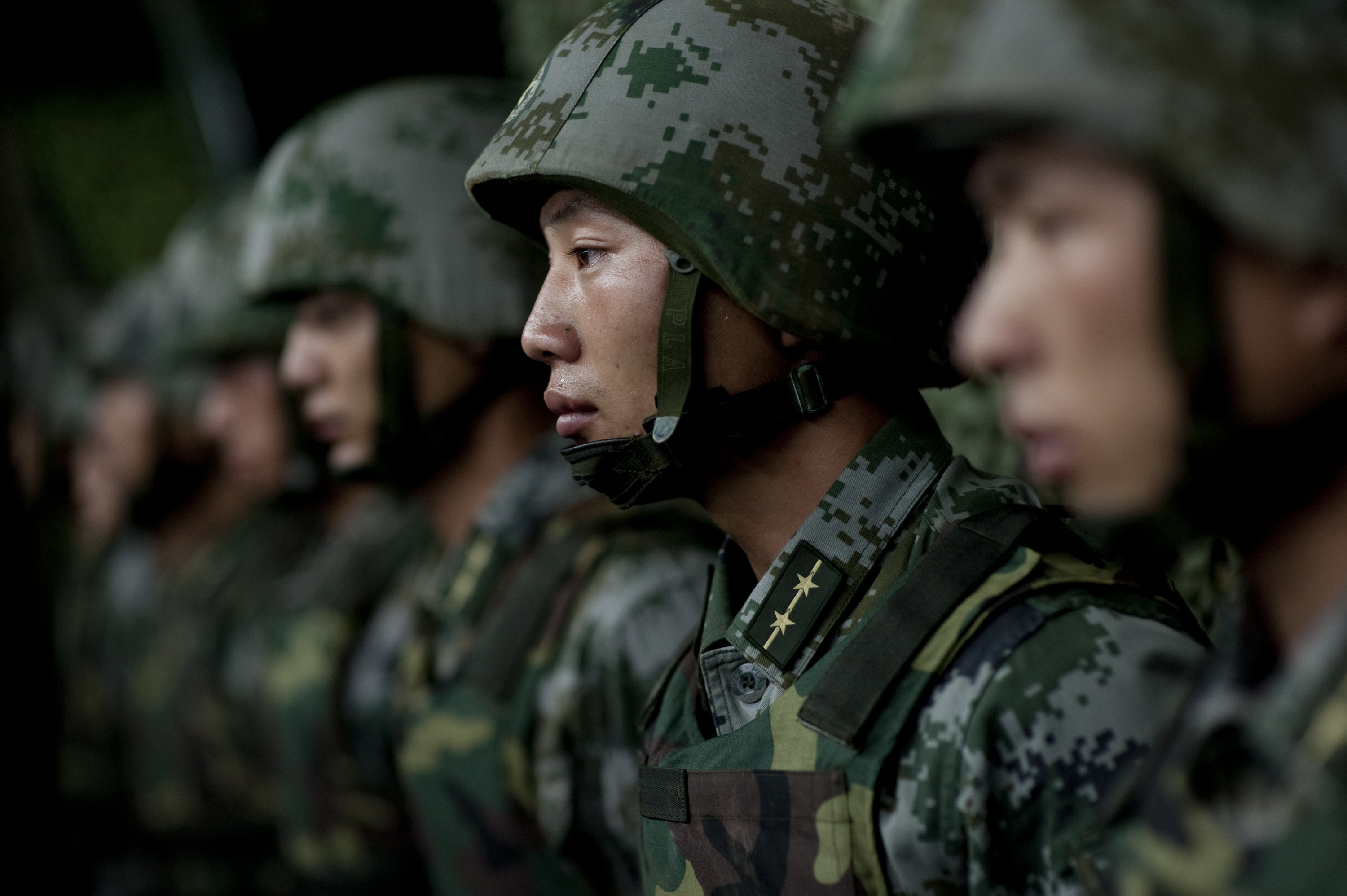
07式通用迷彩

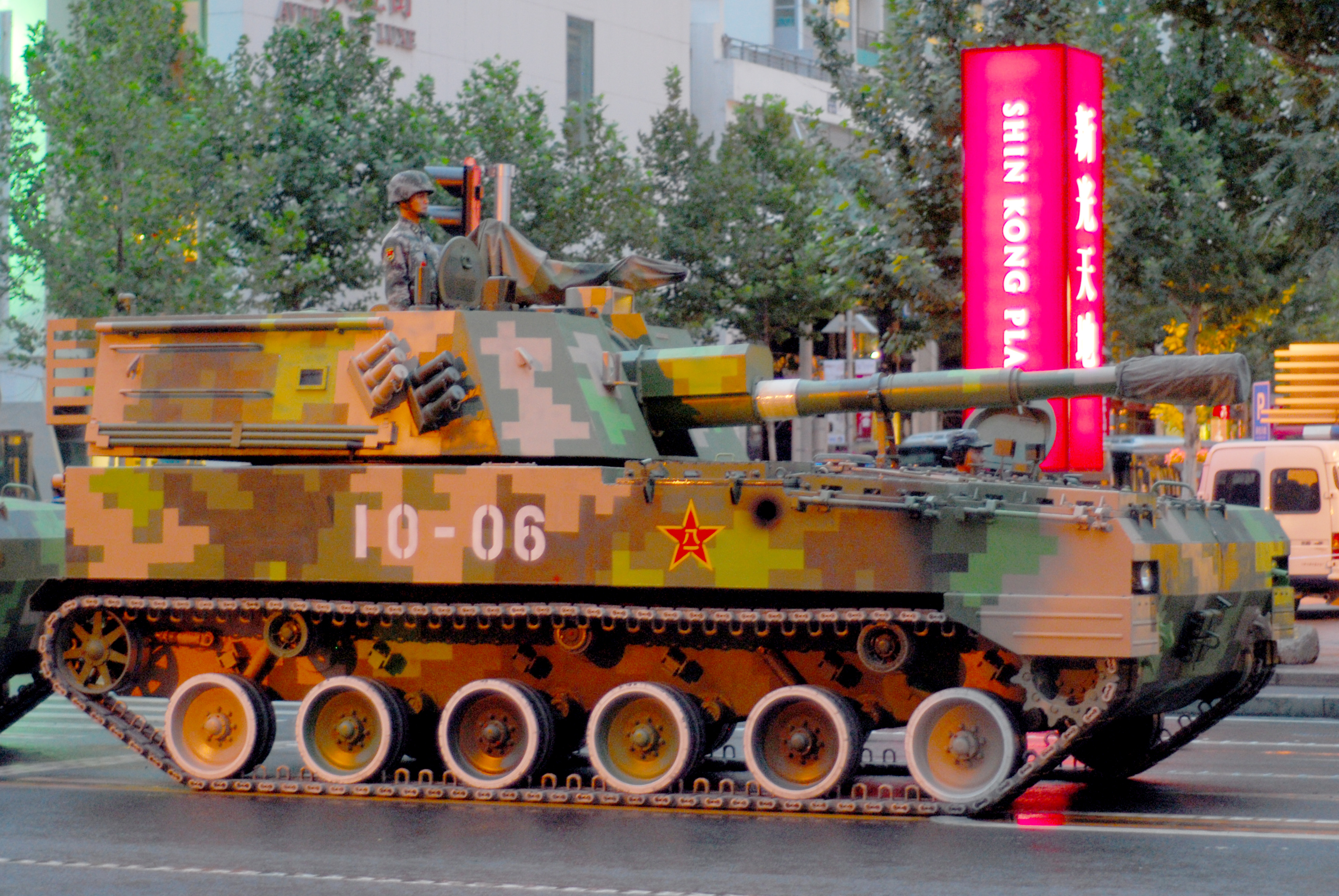
数位迷彩的07式自走砲

中国人民解放军在2007年开始更换制服。07式作训服也采用了数码迷彩，与美军的相比，07式迷彩方格更大。分为丛林迷彩、荒漠迷彩、通用迷彩、航空迷彩和海洋迷彩。
丛林迷彩的颜色是：浅土黄色、棕色、黑色和中性橄榄绿色，使用于丛林地带，主要装备火箭军（前稱：二炮）部队。
通用迷彩的颜色是：灰色、绿色、棕色、和黑色。装备陆军，空军也曾经使用。
荒漠迷彩的颜色是：卡其色、深褐色、黑色。为三军通用的冬季作训服使用。
航空迷彩的颜色是：蓝色、灰色、白色、黑色。于2012年4月装备空军用以替换其之前使用的通用迷彩。隶属于陆军的空降部队也使用此迷彩。
海洋迷彩的颜色是：蓝色、灰色、黄色、深绿色。装备海军，包括海军陆战队。这种迷彩适用于海岸边的临水环境，但在陆地幾近毫無效果。海军自2013年8月起全部装备海洋迷彩用以替换单色的07式藏青作训服。
航空迷彩和海洋迷彩除了伪装外，也具有表明空军、海军身份的作用。

### 19式迷彩
中国人民解放军在2019年國慶閱兵正式公開了一種新型迷彩戰鬥服，並於同年開始批量換裝，在2019年後期正式正名為19式通用作戰服
。19式迷彩采用了多地形迷彩的概念，与07式迷彩的相比，19式設計不再強調軍種區別，而是根據部隊作戰地形進行發放，數碼方格設計得更微小細膩，顏色更加自然。同時正式取消了長期被海軍陸戰隊咎病的海洋迷彩。分为叢林迷彩、林地迷彩、荒漠迷彩、沙漠迷彩和城市迷彩。
林地迷彩用於熱帶區域，叢林迷彩用於溫帶區域，二者差別在於深綠與淺綠，以適應不同植被背景。
沙漠迷彩與荒漠迷彩也具備相似性，前者是淺色沙丘環境，後者是深色戈壁砂石與低矮植被環境。
城市迷彩為淺灰淺藍像素混雜，以更好融入城市戰當中的城鎮環境。